# Klewań
Klewań (ukr. Клевань) – osiedle typu miejskiego na Ukrainie (Wołyń), w obwodzie rówieńskim. Położona na wzgórzu nad Stubłą.
Prywatne miasto szlacheckie położone było w XVI wieku w województwie wołyńskim.

## Historia

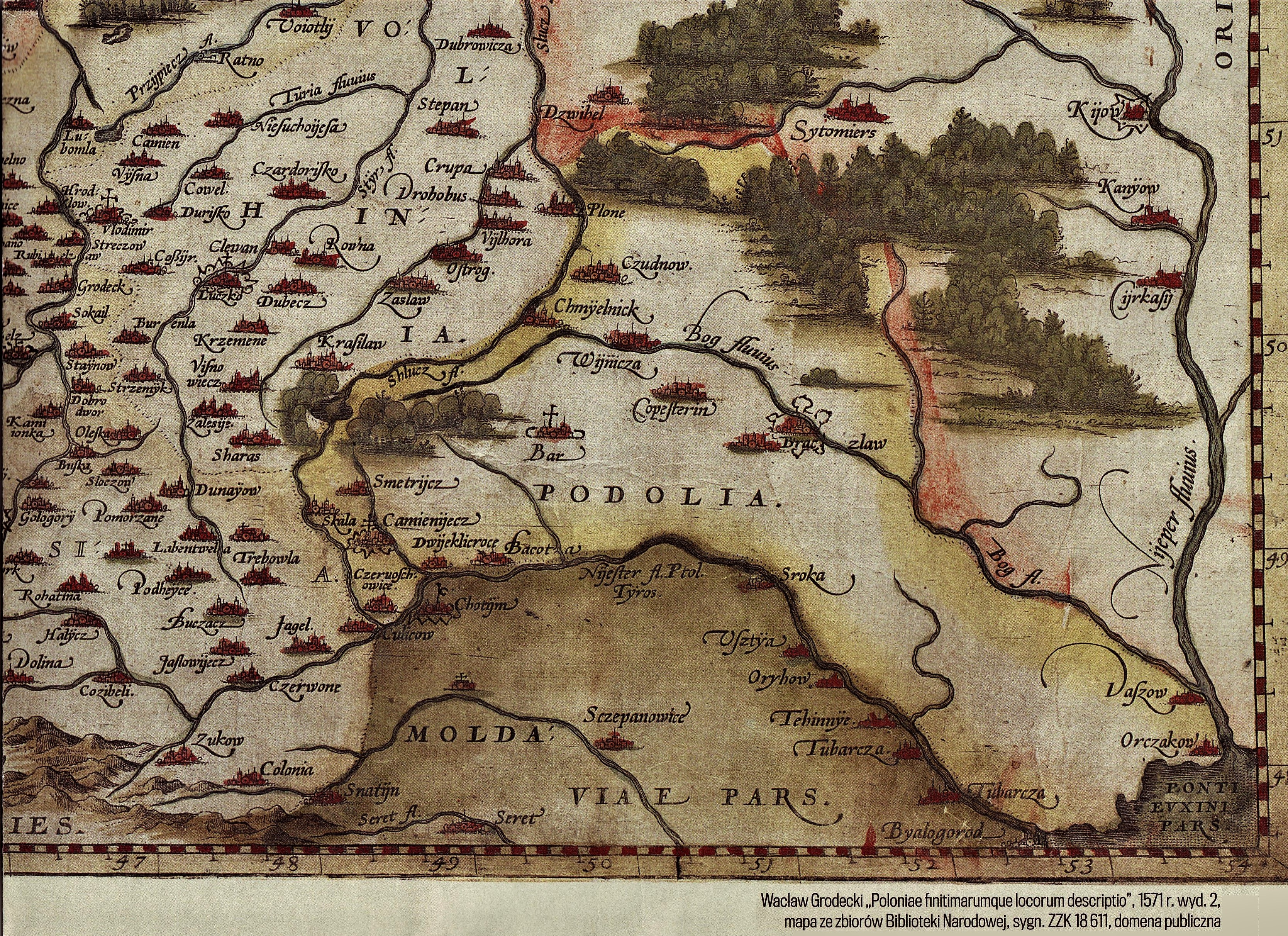
Osiedle na mapie Wacława Grodeckiego, Poloniae finitimarumgue locarum descriptio

W XVI w. w miejscowości funkcjonował klasztor prawosławny. Klasztor ten został najprawdopodobniej utworzony w 1490 r. W 1630 r. zabudowania monasterskie przekazane zostały katolickiemu zakonowi jezuitów. W 1571 r. wzmiankowana jest także niezależna od monasteru parafialna cerkiew prawosławna w Klewaniu. Po włączeniu Wołynia do Rosji w II rozbiorze Polski (1793) przepływająca przez Klewań Stubła wyznaczała granicę z Rosją.
W II Rzeczypospolitej Klewań należał do powiatu rówieńskiego województwa wołyńskiego, był siedzibą gminy Klewań. Przed II wojną światową obok stacji kolejowej znajdowało się największe na Wołyniu letnisko, goszczące latem kilkuset gości. Klewań liczył wówczas (1921 r.) ponad 3 tys. mieszkańców, z czego 46% narodowości żydowskiej.
4 lipca 1941, dzień po wkroczeniu Wehrmachtu, miejscowi Ukraińcy oraz przybyli Niemcy urządzili pogrom, którego ofiarą padło 400 lub 700 Żydów; spalono synagogę. 11 kwietnia 1942 r. Niemcy rozstrzelali w Klewaniu dalszych 30 Żydów oraz 18 (według innej wersji – kilku) Polaków. Zdaniem W. i E. Siemaszków stało się to wskutek prowokacji Ukraińców, którzy wywiesili antyniemieckie plakaty w języku polskim. 15 maja 1942 r. wszyscy żydowscy mieszkańcy miasteczka (ok. 1500 osób) zostali rozstrzelani; egzekucji dokonywało Sicherheitsdienst z Równego przy współpracy niemieckiej żandarmerii i ukraińskiej policji.
W czasie rzezi wołyńskiej do Klewania ściągali z okolicy polscy uchodźcy. Od kwietnia 1943 w miejscowości stacjonowała kompania 202. batalionu policyjnego złożonego z Polaków. Ponadto Niemcy utworzyli nieskoszarowany (Eizeldienst) oddział miejscowej polskiej policji. Oba oddziały broniły Polaków i ewakuowały uchodźców do Łucka, zwalczały UPA i pacyfikowały ukraińskie wioski. Dwukrotnie doszło także do walki polskich policjantów z miejscową policją ukraińską. W sierpniu 1943 r. oddziały UPA zaatakowały Klewań, Polakom z odsieczą przybył oddział węgierski; liczba ofiar tego napadu nie jest znana. W miasteczku istniała także polska samoobrona pod przywództwem ks. Piotra Sąsiadka; dzięki niej Polacy przetrwali do nadejścia Armii Czerwonej w 1944 roku.
W 1989 liczyło 9235 mieszkańców.
Od 1991 Klewań znajduje się na terenie obwodu rówieńskiego niepodległej Ukrainy.

## Zabytki
- zamek[11] – od końca XV w. główna rezydencja polskich książąt Czartoryskich. Zamek zbudowany został przez ks. Michała Czartoryskiego, starostę bracławskiego. Część zamku przebudowano w 1817 r. i umieszczono tu gimnazjum polskie, zamknięte w 1831 r. przez Rosjan, którzy przenieśli je – wraz z bogatymi zbiorami – już jako gimnazjum rosyjskie do Równego. Czartoryscy sprzedali w 1860 r. swoje dobra carowi Aleksandrowi II, a w dawnym ich pałacu mieścił się później zarząd wołyńskich apanaży. W czasie I wojny światowej podczas walk austriacko-rosyjskich w 1915 r. budynek został zrujnowany. W II Rzeczypospolitej w odrestaurowanym wówczas zamku mieściła się szkoła. Z pierwotnego zamku dochowała się wówczas wieloboczna baszta. Zamek stoi na urwisku nad Stubłą, a szczególnie malowniczo przedstawia się on od zachodu przy wjeździe do miasta szosą od strony Łucka i Ołyki. Otaczały go niegdyś fosy, przez które wiódł zwodzony most. W okresie 1939–1953 w zamku znajdowało się więzienie (1939-1942 sowieckie, 1942-1945 niemieckie i 1945-1953 ponownie sowieckie)[12].

- położona obok zamku murowana cerkiew Narodzenia Pańskiego z 1777 roku fundacji ks. Adama Kazimierza Czartoryskiego. Pierwotnie unicka, obecnie prawosławna[13]; zbudowana w stylu klasycystycznym.
- farny kościół pw. Zwiastowania NMP z 1610-1630 roku fundacji Jerzego Czartoryskiego zbudowany w stylu barokowym, trzynawowy, z dwoma wieżami; odrestaurowany w 1901. Po 1945 roku zabrany katolikom, w 1991 roku zwrócony[13]; obok kościoła rokokowa kapliczka z rzeźbą św. Jana Nepomucena
- obraz Matki Boskiej Klewańskiej – w kościele farnym na ścianie prezbiterium znajdował się duży obraz Madonny uchodzący za dzieło Carla Dolce z XVII-wiecznej szkoły bolońskiej. W bocznym ołtarzu obraz Matki Boskiej z zamku ks. Czartoryskich. Obraz od XVI wieku słynął z cudów, co zostało nawet protokolarnie potwierdzone przez notariusza apostolskiego Baptista de Rubeis. W 1945 roku, kiedy jasne stało się, iż polscy mieszkańcy Klewania zostaną wywiezieni na zachód przez Armię Czerwoną, jedna z mieszkanek Stanisława Basaj wywiozła obraz ze sobą. 6 czerwca 1945 roku cudowny obraz znalazł się w Skwierzynie. Do 1950 roku ukrywano płótno na plebanii św. Mikołaja, a w 1951 roku umieszczono je w prowizorycznym ołtarzu w kaplicy pod chórem. W 1968 roku znalazł się w głównym ołtarzu, a uroczystej intronizacji dokonano 23 maja 1992 roku.
- piętrowa, murowana barokowa synagoga z XVII w., spalona i przebudowana po II wojnie światowej na zakład przemysłowy[13]